# Brombeeren
Die Brombeeren (Rubus sect. Rubus) sind eine Sektion aus der umfangreichen und weltweit verbreiteten Pflanzengattung Rubus innerhalb der Familie der Rosengewächse (Rosaceae). Die Sektion umfasst mehrere tausend Arten, allein in Europa wurden mehr als 2000 Arten beschrieben. Die Früchte werden als Obst verwendet. Das Wort Brombeere hat sich aus dem althochdeutschen Wort brāmberi‚ Dorngebüschbeere oder Beere des Dornstrauchs, entwickelt. Biologisch betrachtet hat die Brombeere allerdings keine Dornen, sondern Stacheln.
Mundartlich werden die Früchte auch Kratzbeere oder Kroatzbeere genannt, in der Botanik bezeichnet dieser Name dagegen eine bestimmte Art (vgl. Kratzbeere).

## Beschreibung

### Erscheinungsbild und Blätter

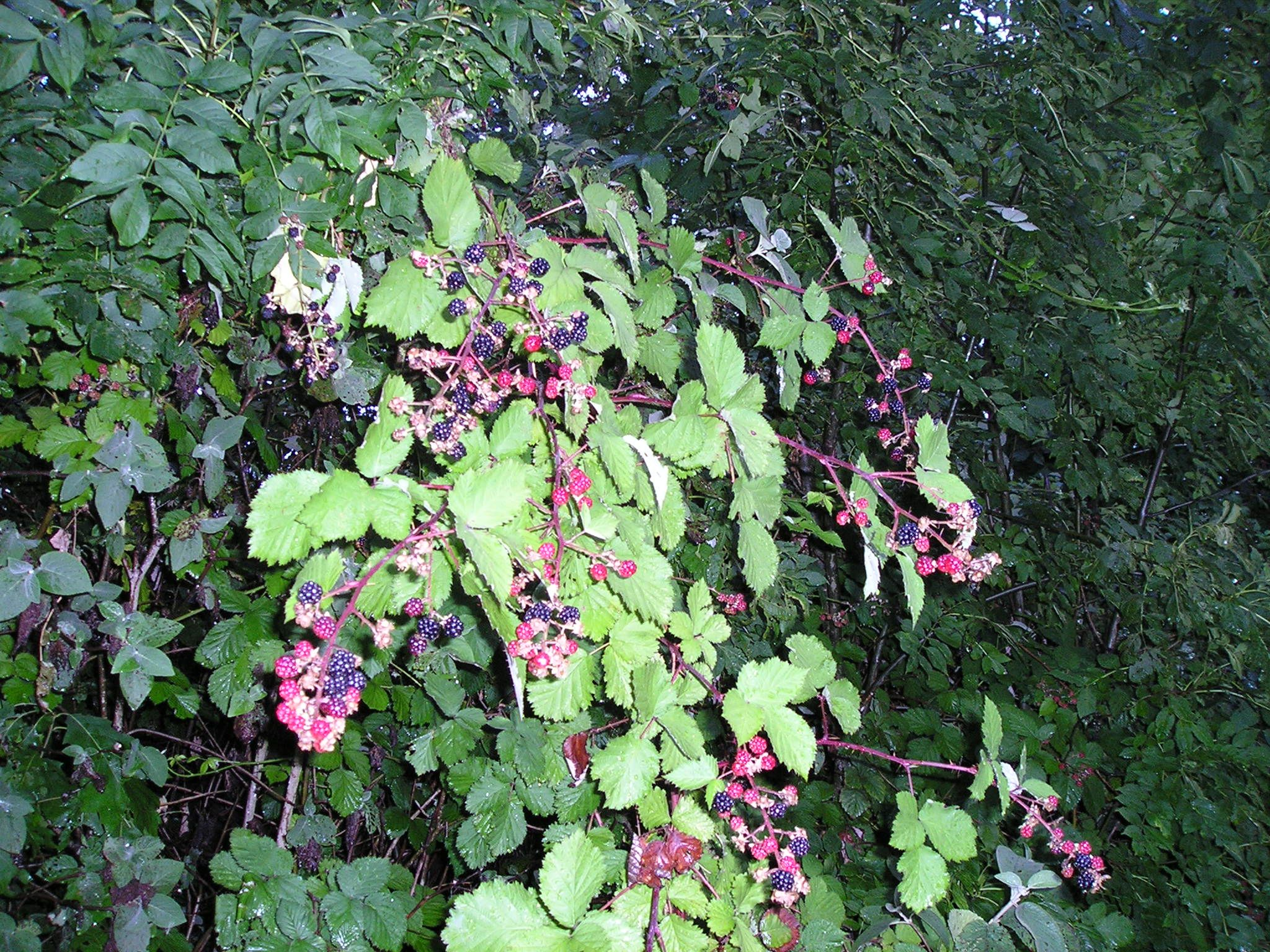
Habitus, Laubblätter und Früchte

Brombeer-Arten sind winterkahle oder wintergrüne (und dann im Frühjahr Laub abwerfende) Sträucher oder genau genommen etwas verholzende, ausdauernde krautige Pflanzen mit zweijährigen Zweigen: Die überwinternden Zweige bringen aus ihren Knospen ausschließlich Blütenstände hervor und sterben nach dem Fruchten ab. Brombeeren sind häufig Kletterpflanzen (Spreizklimmer) und werden zwischen 0,5 und 3 Meter hoch; die Sprossachsen sind je nach Art oder Sorte mehr oder weniger stachelig und verholzen mit der Zeit. Die dünnen und derben Stacheln dienen als Kletterhilfe und Fraßschutz.
Die wechselständig angeordneten Laubblätter sind in Blattstiel und Blattspreite gegliedert. Die Blattspreite ist unpaarig drei-, fünf- und siebenzählig gefiedert. Die Fiederblättchen sind gezähnt.

### Blütenstände und Blüten

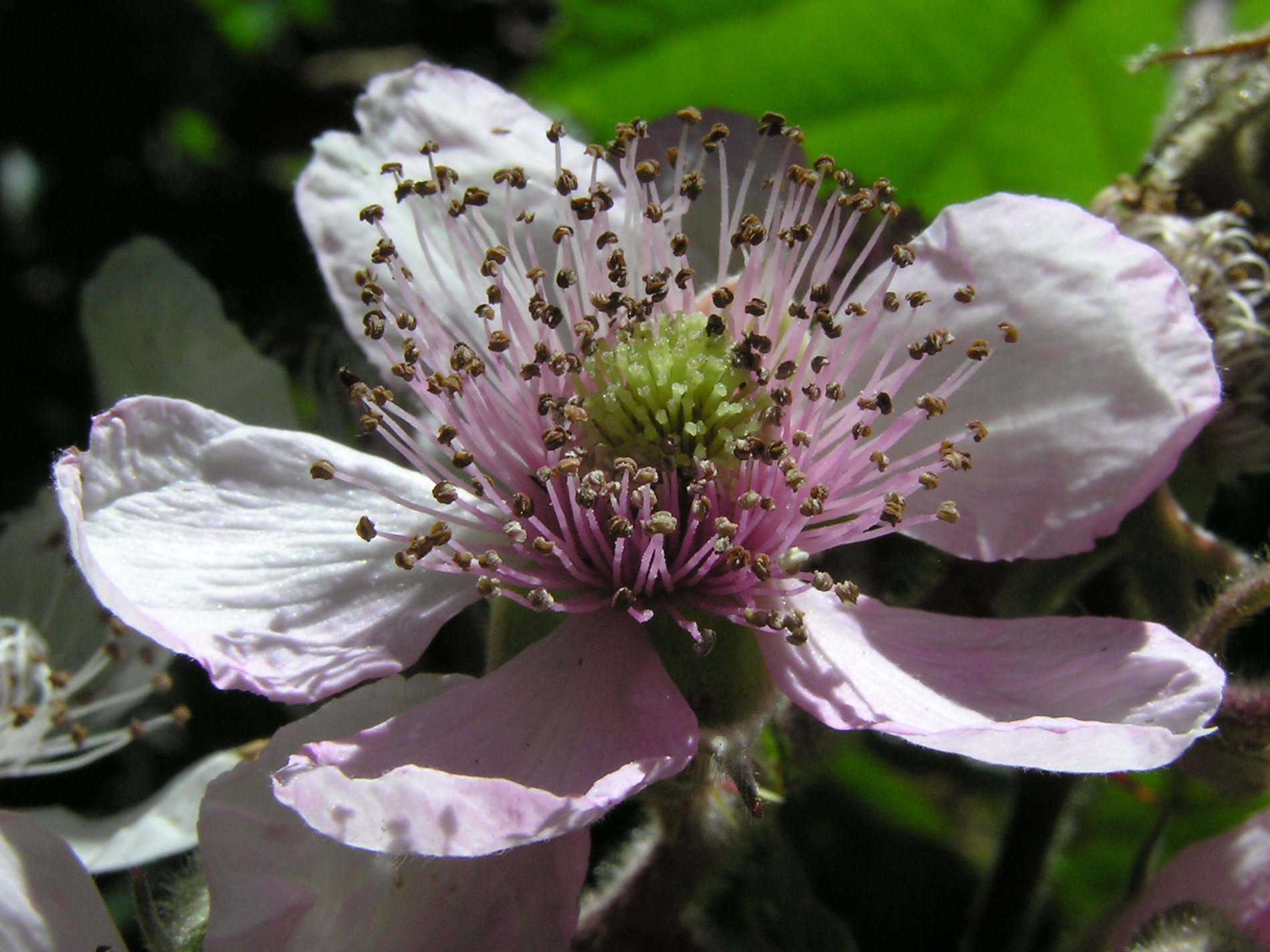
Radiärsymmetrische Blüte mit fünf Kronblättern und vielen Staubblättern

Die Blütezeit reicht von Mai bis August. Erst im zweiten Jahr werden spezielle Seitentriebe gebildet, an deren Ende sich die Blütenstände befinden. Es werden traubige oder rispige Blütenstände gebildet.
Die zwittrigen Blüten sind radiärsymmetrisch und fünfzählig mit doppelter Blütenhülle. Der Blütenboden ist vorgewölbt. Es sind fünf Kelchblätter vorhanden. Die fünf freien Kronblätter sind meist weiß, selten rosafarben. Es sind über 20 Staubblätter und viele Fruchtblätter vorhanden.

### Früchte

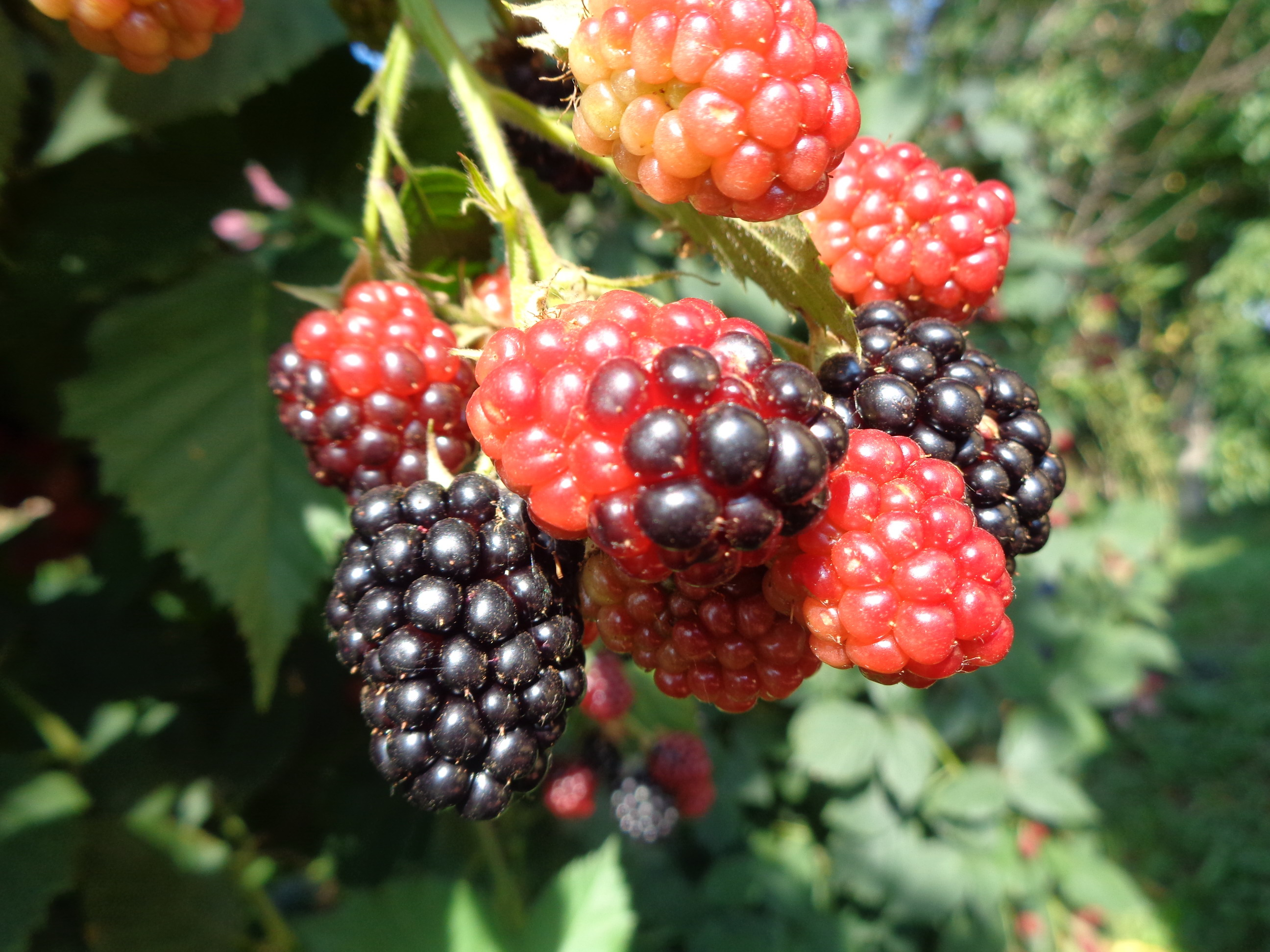
Früchte in verschiedenen Stadien der Reifung

Die bei Reife meist blauschwarzen Früchte sind botanisch gesehen keine Beeren, sondern Sammelsteinfrüchte, die sich aus den einzelnen Fruchtblättern bilden: Jede ihrer kleinen Einzelbeeren ist im Aufbau einer Steinfrucht (zum Beispiel Kirsche) gleich und hat wie diese eine dünne Außenhaut. Tatsächlich beißt man beim Kauen der Früchte gefühlt auf kleine Steine, in denen auch der Samen der Brombeere zu finden ist. Dies liegt wie bei Birnen und anderen Früchten der Familie an sogenannten Steinzellen in der äußeren Fruchtwand. Verschieden zur Himbeere ist die Frucht fest mit dem Blütenboden verbunden. Die Fruchtreife reicht von Mitte Juli bis September, bisweilen auch bis Oktober. Nach der Fruchtreife sterben die Triebe ab.

## Ökologie

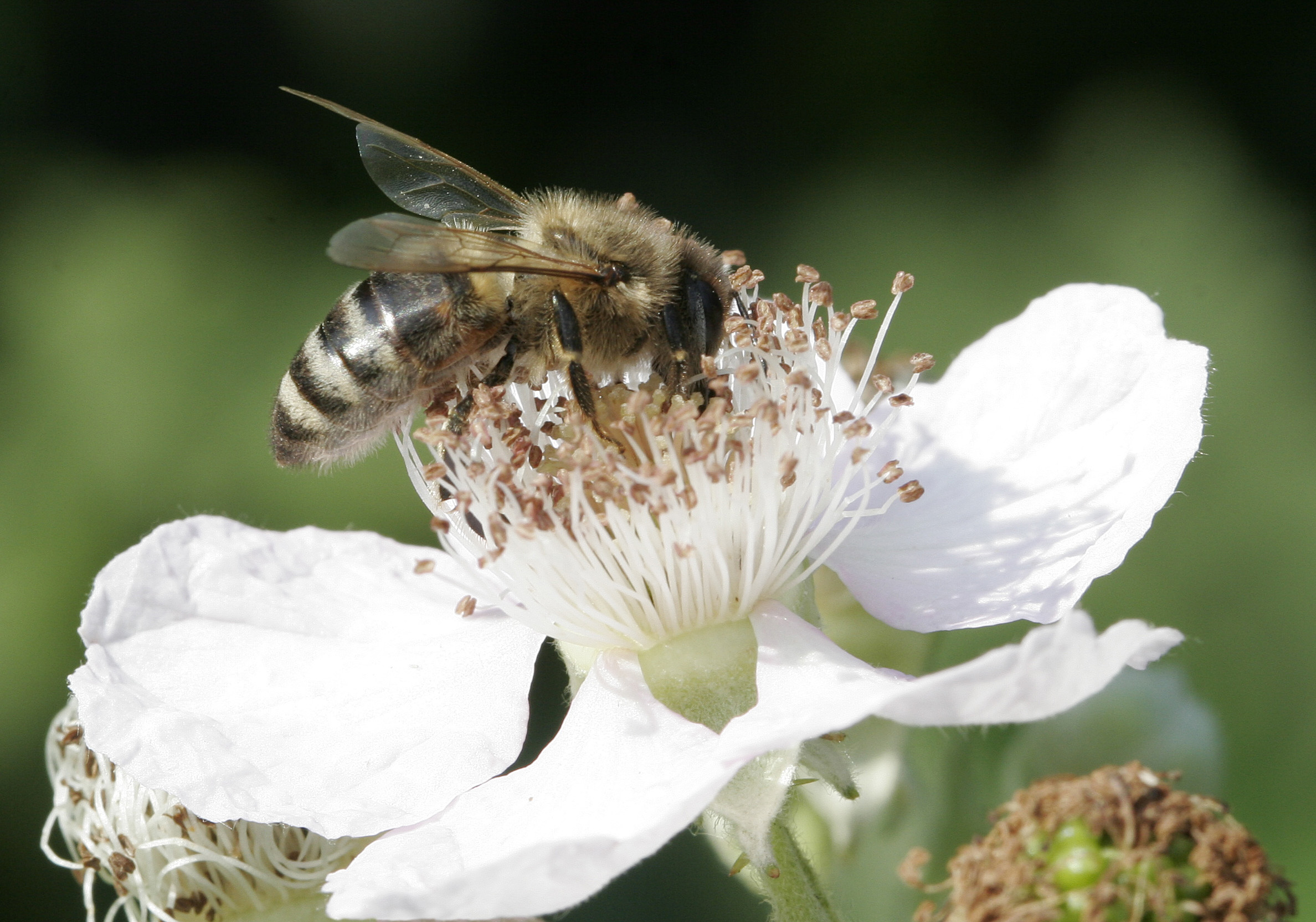
Blüte mit Honigbiene

Die vegetative Vermehrung geschieht durch Ausläufer, die bei Kleinarten bis 6 Meter lang sein können, auch durch Wurzelsprosse und vor allem durch sich bogig nieder senkende Zweige, die sich bei Bodenkontakt bewurzeln (Absenker). Die Stacheln dienen als Kletterhaken und wohl auch als Fraßschutz. Brombeeren sind typische Spreizklimmer, wobei die wachsenden Zweige sich mit ihren rückwärts gerichteten Stacheln in der Unterlage verhaken und schließlich wegen ihres Gewichts wieder zurücksinken. An geeigneten Standorten können Brombeeren so bis 5 Meter hoch in Bäume klettern und von dort ihre Zweige wieder zum Boden herabhängen lassen. Die Zweige sind meist immergrün und betreiben Photosynthese. Ihr Chlorophyll wird aber oft von einer roten Lichtschutzfärbung überdeckt.
Die Wurzeln der Brombeeren bilden normalerweise keine Symbiose mit Stickstoff fixierenden Fadenbakterien der Gattung Frankia (Actinorhiza) aus. Ausnahme ist die asiatische Rubus ellipticus, die vermutlich sekundär Wurzelknöllchen mit Frankia entwickelt hat.
Die große Formenfülle der Brombeeren beruht auf ihren besonderen Fortpflanzungsverhältnissen. Bei gelegentlichen Kreuzungen können stabile Hybride entstehen, die Samen ohne Befruchtung ausbilden (Apomixis). Bei dieser Art der Fortpflanzung werden die Merkmale der Hybridpflanzen identisch weitergegeben (Klone).
Die vorweiblichen Blüten sind duftlos. Blütenökologisch handelt es sich um „Nektar führende Scheibenblumen“, die ein großes Angebot an Pollen hervorbringen. Blütenbesucher sind (auch kurzrüsselige) Bienen, die neben einer Fremdbestäubung auch eine Selbstbestäubung ermöglichen. Daneben können durch Apomixis auch Samen ohne Bestäubung entstehen. Es ist allerdings immer noch eine Bestäubung notwendig, wobei aber nicht die Eizelle befruchtet wird, sondern eine andere Zelle, die daraufhin das für den Embryo im Samen notwendige Nährgewebe ausbildet. Bei den in Deutschland vorkommenden Brombeerarten handelt es sich bis auf zwei Arten um stabile Klone, die vor langer Zeit entstanden sind.
Die Steinfrüchte schmecken durch Traubenzucker süß und durch Fruchtsäuren säuerlich. Sie dienen der Verdauungsverbreitung, besonders durch Vögel. Die blauschwarze Farbe der Außenhaut der Früchte und die rote Farbe des Beerensaftes wird durch Anthocyane verursacht. Der Saft enthält hierbei Cyanidin-3-O-glucosid als Hauptkomponente.

## Vorkommen
Die Brombeer-Arten sind in den gemäßigten Gebieten der Nordhalbkugel von Europa, Nordafrika, Vorderasien und Nordamerika weit verbreitet. Sie bevorzugen sonnige bis halbschattige Lagen, beispielsweise lichte Wälder oder deren Ränder, mit kalk- und stickstoffreichen Böden.
Brombeeren sind auf freien Flächen Konkurrenzpflanzen für Bäume. Durch die Dürre und Hitze in Europa 2018, die Hitzewellen in Europa 2019 und den gesunkenen Grundwasserspiegel sind vielerorts Waldgebiete abgestorben; Forstwirtschaftler bekämpfen Brombeersträucher auf Freiflächen, um das Nachwachsen von Setzlingen und anderen Bäumchen zu fördern.

## Anbau
Im Anbau werden bei Brombeer-Arten und -Sorten meist stachellose Zuchtformen bevorzugt. Sie benötigen ein Spalier, um sie in ihrem kräftigen Wuchs überschaubar zu halten. Als Pflanzabstand sind mindestens 2 bis 3 Meter wichtig. Ferner ist regelmäßiges Auslichten und Entfernen von Geiztrieben notwendig, um Gestrüppbildung zu verhindern. Nach der Ernte werden die abgetragenen Ruten am Boden abgeschnitten und neue Triebe auf etwa drei bis fünf Zweige je Pflanzenexemplar reduziert. In Europa wird im Garten häufig die Armenische Brombeere angebaut, die als Neophyt, in Siedlungsnähe verwildert, gelegentlich zu den häufigsten Brombeerarten gehört.
Im Jahr 2020 wurden in der Schweiz auf 33 Hektar Brombeeren angebaut und laut einer voraussichtlichen Schätzung 460 Tonnen (zusätzlich 20 t Bio) geerntet. Der Selbstversorgungsgrad der Schweiz lag bei 65 Prozent.

## Verwendung

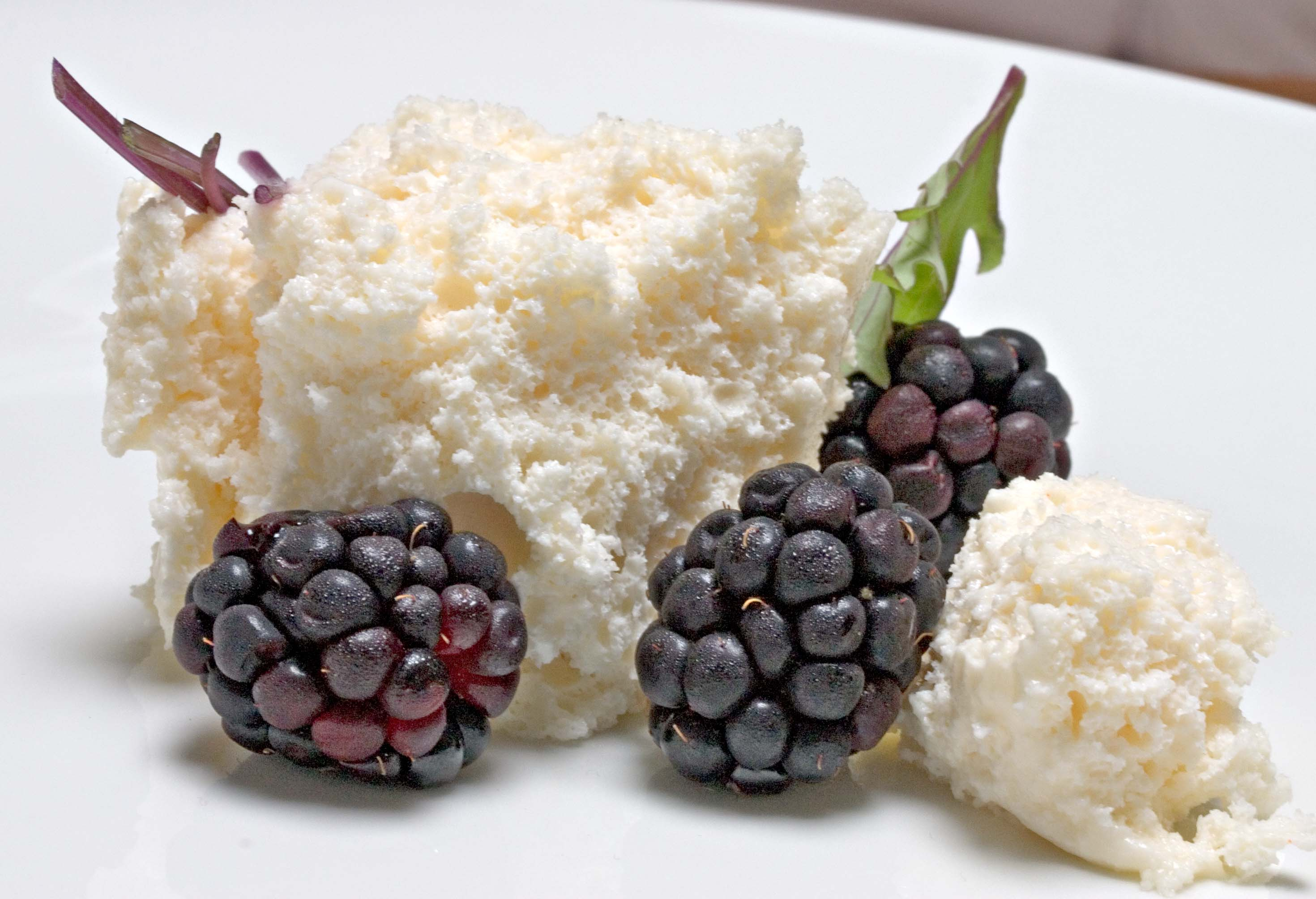
Geschäumter Brie mit Brombeeren und rotem Senf

Die Früchte sind saftig und wohlschmeckend. Brombeer-Früchte eignen sich zum Frischverzehr, als Kuchenbelag und um Konfitüre, Gelee, Sorbet, Saft, Wein und Likör zu bereiten. Die frischen Früchte können außerdem durch Tiefkühlen konserviert werden.
Wegen des angenehmen Geschmacks sind Brombeerblätter, die man am besten in der ersten Maihälfte pflückt, in vielen Tees enthalten. Brombeertee kann als Haustee auch über längere Zeit gefahrlos getrunken werden. Die fermentierten Laubblätter der Brombeer-Arten dienen als Ersatz für schwarzen Tee und werden als koffeinfreier Frühstückstee gehandelt.

## Pharmakologie

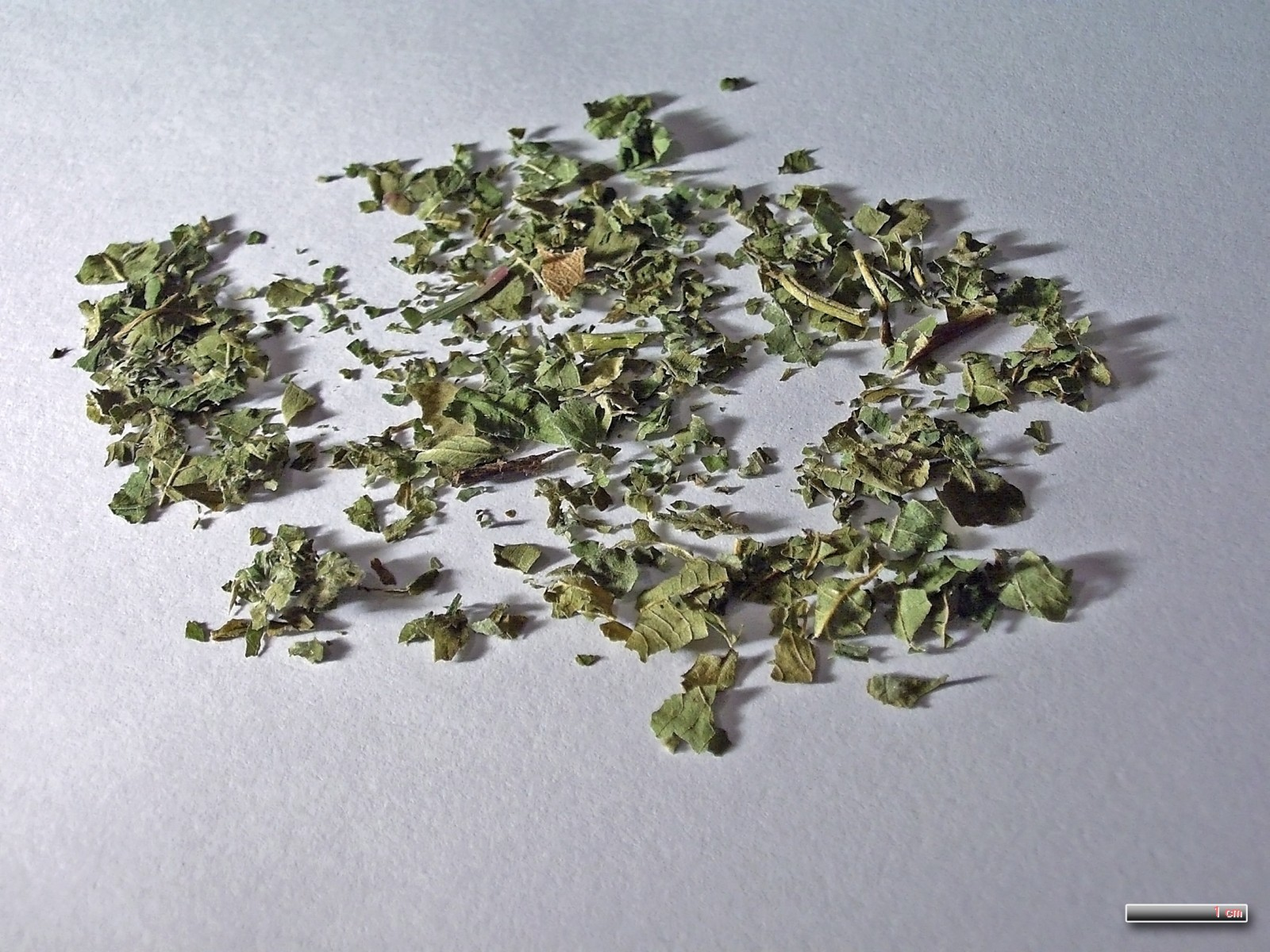
Getrocknete Blätter der Echten Brombeere als Arzneimittel (Rubi fruticosi folium)

Als Arzneimittel dienen heute die getrockneten Blätter (Bezeichnung der Droge ist Rubi fruticosi folium) schwach behaarter Arten. Sie enthalten Gerbstoffe (Gallotannine und dimere Ellagitannine), Flavonoide und Fruchtsäuren wie Citronensäure und Isocitronensäure und etwas Vitamin C. Aufgrund des Gerbstoffgehalts wird die Arznei als Adstringens und Mittel gegen Durchfall, zum Gurgeln bei Entzündungen im Mund- und Rachenraum, aber äußerlich auch zu Waschungen bei chronischen Hauterkrankungen verwendet.
Nach Plinius sind Früchte und Blüten harntreibend, ein Aufguss in Wein hilft gegen Gallensteine. John Gerard empfahl in seinem Herbal einen Absud aus Brombeerblättern mit Alaun, Honig und ein wenig Weißwein als Spülung für wunde Stellen im Mund und an den Geschlechtsteilen von Mann und Frau. Außerdem helfe dies gegen Zahnausfall. Die angebliche Wirkung der Brombeerblätter bei Durchfallerkrankungen beschrieb der griechische Arzt Pedanios Dioscurides in seinem Werk De materia medica.

## Taxonomie
Die europäischen Brombeeren werden in der Gattung Rubus subg. Rubus gefasst. Gewöhnlich werden diese in drei Gruppen gegliedert:
- Rubus sect. Rubus L. (Sammelart „Rubus fruticosus agg.“), die „echten“ Brombeeren
- Rubus sect. Corylifolii Lindley (Sammelart „Rubus corylifolius agg.“), die „Haselblatt-Brombeeren“
- Rubus sect. Caesii Lejeune & Courtois, mit der Kratzbeere (Rubus caesius) als einziger Art

Als Typusart der Gattung wurde Rubus fruticosus L., im Jahr 2006, festgelegt. Dabei handelt es sich um einen problematischen Namen. Der Name Rubus fruticosus wurde im Lauf der Jahrzehnte für eine Vielzahl völlig unterschiedlicher Brombeerarten verwendet und galt daher seit langer Zeit für die Charakterisierung einer bestimmten Art als unbrauchbar („nomen ambiguum“). Im Linnéschen Herbarium sind unter dem Namen Exemplare gesammelt, die nach heutiger Auffassung zu einer Reihe unterschiedlicher Arten gehören; diese hatte er selbst damals noch nicht unterschieden. Selbst auf dem als Typusexemplar festgelegten Herbarbogen Linnés finden sich zwei nicht zusammengehörende Arten. Der Botaniker Heinrich E. Weber wählte daraus den Beleg, der einen Blütenstand enthält, als Lectotyp aus. Die damit festgelegte Pflanze trägt heute den Namen Rubus plicatus Weihe & Nees. Rubus fruticosus, sensu typo, ist synonym dazu. Da die Typisierung von Rubus fruticosus erst nachträglich erfolgte, ist die „Art“ jetzt zwar formal die Typusart der Gattung, der Name wird aber nicht mehr tatsächlich für diese oder irgendeine andere Art verwendet; dies ist in diesem Fall nach den botanischen Nomenklaturregeln zulässig (ICBN, Artikel 52). Der Name wird als Rubus fruticosus agg. nur für die Sammelart von solchen Botanikern verwendet, die die Einzelarten von Rubus, Subgenus Rubus Sectio Rubus nicht unterscheiden wollen (oder können).
Innerhalb der Brombeeren existieren wenige Arten mit normaler, sexueller Fortpflanzung. Dies sind vor allem die mediterranen (im Mittelmeer-Raum verbreiteten), diploiden Arten Rubus ulmifolius Schott, Rubus sanctus Schreb. und Rubus canescens DC. Alle anderen Arten bilden einen schwer überschaubaren Artkomplex, der durch Hybridisierung aus diesen „primären“ Arten hervorgegangen ist; sie sind normalerweise tetraploid. Obwohl sie von Bienen und anderen Bestäubern besucht werden, vermehren sie sich normalerweise asexuell, jede Art entspricht also einem Klon (seltene somatische Mutationen nicht berücksichtigt), man spricht von Agamospezies. Da die sexuelle Vermehrung zwar meist unterdrückt wird, aber nicht völlig unmöglich ist, kommt es hin und wieder ausnahmsweise doch zu einer Befruchtung. Die dadurch gebildete Frucht kann dann zu einem Individuum mit abweichenden Merkmalen heranwachsen, das, wenn erfolgreich, eine neue Art begründet. Da die Elternarten nicht immer bekannt und im Fall von Mehrfachhybriden schwer zu ermitteln sind, werden agamosperme Brombeerarten nicht mit Hilfe einer Hybridformel, sondern mit einem normalen Binomen als Artnamen gekennzeichnet. Aus rein pragmatischen Gründen, um nicht jedes abweichende Individuum als Art beschreiben zu müssen, sind die Brombeertaxonomen (oder „Batologen“) übereingekommen, nur Formen als Arten zu beschreiben und anzuerkennen, die ein bestimmtes Mindestareal aufweisen (dies entspricht also den erfolgreicheren Klonen). Dies sind solche, deren Verbreitungsgebiet wenigstens etwa 50 bis 250 Kilometer Durchmesser aufweist. Auch wird davon abgesehen, infraspezifische Taxa, also solche unterhalb der Artebene wie zum Beispiel Unterarten, zu beschreiben. Auch so umfasst das Artaggregat mehrere 100 Arten. Aufgrund dieser Zusammenhänge ist es in Süddeutschland und den Alpenländern bei vielen Brombeerindividuen nicht möglich, sie bis zur Art zu bestimmen. Das kann regional die Mehrzahl der Individuen betreffen.

## Brombeer-Koalition
Die 2024 neu geschaffene Bezeichnung Brombeer-Koalition (auch schwarz-lila-rote oder rot-lila-schwarze Koalition genannt) bezeichnet in Deutschland eine Koalition zwischen der CDU (Parteifarbe schwarz), der SPD (Parteifarbe rot) und dem Bündnis Sahra Wagenknecht (BSW, Parteifarbe lila).

## Linguistische Klassifikation
Das Wort Brombeere ist aus morphologischer Perspektive ein Kompositum, bestehend aus zwei einzelnen Morphemen. Es stellt insofern eine Besonderheit dar, als die beiden einzelnen Bestandteile nicht (wie üblich) lexikalische Morpheme mit eigener Bedeutung sind. Wenn fälschlicherweise das linke Morphem, "Brom-" als lexikalisches Morphem bestimmt wird, wird die Semantik des Wortes verfehlt. Denn es handelt sich bei der Brombeere nicht um eine Beere, die das chemische Element Brom, zumeist vorkommend in Form von Bromiden wie Kaliumbromid oder Kaliumbromat, enthält. Diese semantische Analogie läge angesichts von Bildungen wie sie bei dem Wort "Erdbeere" oder "Stachelbeere" der Fall sind, herstellen. In letztgenannten Fällen handelt es sich um klassische rechtsköpfige Komposita, deren linkes Glied den Kopf (in beiden Fällen die Beere) näher bestimmt. Bei dem Morphem "Brom-" handelt es sich hingegen um ein unikales Morphem, weswegen die morphologische Analyse anders aussieht.
Bei einem unikalen Morphem handelt es sich um eine Spracheinheit, deren Semantik nicht mehr klar etymologisch hergeleitet werden kann und die nur noch in Verbindung mit einem anderen, lexikalischen Morphem vorkommt. Es handelt sich bei "Brom-" folglich um ein gebundenes Morphem, das selber keine eigene Semantik besitzt.